# Promozione Toscana 1952-1953
La Promozione fu il massimo campionato regionale di calcio disputato in Toscana nella stagione 1952-1953.
La nuova massima categoria regionale presentava caratteristiche innovative, dato che pur essendo gestita dalle leghe regionali, a differenza del passato la formula del torneo era deciso direttamente dalla FIGC. A ciascun girone, che garantiva al suo vincitore la promozione in IV Serie a condizione di soddisfare le condizioni economiche richieste dai regolamenti, partecipavano sedici squadre, ed era prevista la retrocessione delle quattro peggio piazzate, anche se erano possibili aggiustamenti automatici per ripartire fra le appropriate sedi locali le squadre discendenti dalla IV Serie.
Per le regioni come la Toscana cui erano assegnati multipli gironi, era prevista la disputa delle finali per l'assegnazione del titolo di campione assoluto della lega regionale, come avveniva in precedenza per il campionato di Prima Divisione.

## Girone A

### Classifica finale
|  | Pos. | Squadra          | Pt  | G   | V   | N  | P   | GF  | GS  | DR  |
|  | ---- | ---------------- | --- | --- | --- | -- | --- | --- | --- | --- |
|  | 1.   | Pistoiese        | 44  | 30  | 18  | 8  | 4   | 50  | 12  | +38 |
|  | 2.   | Lampo            | 42  | 30  | 18  | 6  | 6   | 68  | 28  | +40 |
|  | 3.   | Vaianese         | 37  | 30  | 17  | 3  | 10  | 52  | 39  | +13 |
|  | 4.   | Viareggio        | 35  | 30  | 16  | 3  | 11  | 48  | 38  | +10 |
|  | 5.   | Impavida         | 34  | 30  | 16  | 2  | 12  | 69  | 35  | +34 |
|  | 6.   | Pietrasanta      | 31  | 30  | 13  | 5  | 12  | 55  | 52  | +3  |
|  | 6.   | Sanromanese      | 31  | 30  | 12  | 7  | 11  | 44  | 45  | -1  |
|  | 8.   | Bagni di Lucca   | 30  | 30  | 12  | 6  | 12  | 49  | 47  | +2  |
|  | 9.   | Juventus Tavola  | 29  | 30  | 12  | 5  | 13  | 51  | 45  | +6  |
|  | 10.  | Ponte Buggianese | 28  | 30  | 11  | 6  | 13  | 45  | 38  | +7  |
|  | 10.  | Aulla            | 28  | 30  | 12  | 4  | 14  | 44  | 53  | -9  |
|  | 12.  | Borgo a Buggiano | 27  | 30  | 11  | 5  | 14  | 41  | 56  | -15 |
|  | 13.  | Tobbianese       | 27  | 30  | 10  | 7  | 13  | 28  | 49  | -21 |
|  | 14.  | Pontremolese     | 26  | 30  | 9   | 8  | 13  | 45  | 60  | -15 |
|  | 15.  | Castelnuovo      | 17  | 30  | 6   | 5  | 19  | 33  | 73  | -40 |
|  | 16.  | Fivizzanese      | 14  | 30  | 6   | 2  | 22  | 34  | 86  | -52 |
|  |      |                  | 480 | 480 | 199 | 82 | 199 | 756 | 756 | 0   |

### Verdetti finali
- Pistoiese promossa in IV Serie 1953-1954.
- Tobbianese, Pontremolese, Castelnuovo e Fivizzanese retrocesse in Prima Divisione 1953-1954.

## Girone B

### Classifica finale
|  | Pos. | Squadra          | Pt  | G   | V   | N   | P   | GF  | GS  | DR  |
|  | ---- | ---------------- | --- | --- | --- | --- | --- | --- | --- | --- |
|  | 1.   | Cecina           | 44  | 30  | 17  | 10  | 3   | 72  | 23  | +49 |
|  | 2.   | Orbetello        | 42  | 30  | 19  | 4   | 7   | 68  | 30  | +38 |
|  | 3.   | San Frediano     | 41  | 30  | 16  | 9   | 5   | 54  | 35  | +19 |
|  | 3.   | Labrone          | 41  | 30  | 17  | 7   | 6   | 67  | 45  | +22 |
|  | 5.   | Virtus           | 37  | 30  | 15  | 7   | 8   | 64  | 40  | +24 |
|  | 6.   | Gavorrano        | 34  | 30  | 13  | 8   | 9   | 45  | 37  | +8  |
|  | 7.   | San Carlo Solvay | 30  | 30  | 11  | 8   | 11  | 39  | 32  | +7  |
|  | 8.   | San Prospero     | 29  | 30  | 12  | 5   | 13  | 61  | 54  | +7  |
|  | 8.   | Volterrana       | 29  | 30  | 11  | 7   | 12  | 34  | 33  | +1  |
|  | 8.   | Forcoli          | 29  | 30  | 11  | 7   | 12  | 35  | 34  | +1  |
|  | 8.   | Tettora          | 28  | 30  | 10  | 8   | 12  | 43  | 45  | -2  |
|  | 12.  | Collesalvetti    | 26  | 30  | 10  | 6   | 14  | 42  | 45  | -3  |
|  | 13.  | Castiglioncello  | 25  | 30  | 10  | 5   | 15  | 41  | 60  | -19 |
|  | 13.  | San Vincenzo     | 25  | 30  | 10  | 5   | 15  | 34  | 65  | -31 |
|  | 15.  | Massa Marittima  | 12  | 30  | 3   | 6   | 21  | 26  | 73  | -47 |
|  | 16.  | Scintilla        | 8   | 30  | 1   | 6   | 23  | 18  | 92  | -74 |
|  |      |                  | 480 | 480 | 186 | 108 | 186 | 743 | 743 | 0   |

### Verdetti finali
- Cecina promosso in IV Serie 1953-1954.
- Castiglioncello, San Vincenzo, Massamarittima e Scintilla retrocesse in Prima Divisione 1953-1954.

## Girone C

### Classifica finale
|  | Pos. | Squadra          | Pt  | G   | V   | N   | P   | GF  | GS  | DR  |
|  | ---- | ---------------- | --- | --- | --- | --- | --- | --- | --- | --- |
|  | 1.   | Sansepolcro      | 50  | 30  | 23  | 4   | 3   | 85  | 27  | +58 |
|  | 2.   | C.S. Aquila 1902 | 42  | 30  | 19  | 4   | 7   | 53  | 27  | +26 |
|  | 3.   | Sangiovannese    | 39  | 30  | 17  | 5   | 8   | 81  | 36  | +45 |
|  | 4.   | Audax Rufina     | 36  | 30  | 16  | 4   | 10  | 55  | 41  | +13 |
|  | 4.   | Castiglionese    | 36  | 30  | 15  | 6   | 9   | 61  | 53  | +8  |
|  | 6.   | Marzocco         | 30  | 30  | 10  | 10  | 10  | 41  | 50  | -9  |
|  | 7.   | Rapid Peretola   | 29  | 30  | 11  | 7   | 12  | 54  | 63  | -9  |
|  | 8.   | Sestese          | 28  | 30  | 12  | 4   | 14  | 35  | 45  | -10 |
|  | 9.   | Robur Scandicci  | 27  | 30  | 11  | 5   | 14  | 39  | 53  | -14 |
|  | 10.  | Poggibonsi       | 26  | 30  | 9   | 8   | 13  | 32  | 44  | -12 |
|  | 11.  | Lastrense        | 25  | 30  | 8   | 9   | 13  | 34  | 48  | -14 |
|  | 12.  | Rondinella       | 24  | 30  | 9   | 6   | 15  | 36  | 43  | -7  |
|  | 13.  | Fortis Juventus  | 24  | 30  | 9   | 6   | 15  | 47  | 62  | -15 |
|  | 14.  | Certaldo         | 23  | 30  | 9   | 5   | 16  | 41  | 56  | -15 |
|  | 15.  | Castelfiorentino | 21  | 30  | 7   | 7   | 16  | 33  | 52  | -19 |
|  | 16.  | Pontassieve      | 20  | 30  | 5   | 10  | 15  | 25  | 52  | -27 |
|  |      |                  | 480 | 480 | 190 | 100 | 190 | 752 | 752 | 0   |

### Verdetti finali
- Sansepolcro promosso in IV Serie 1953-1954.
- Fortis Juventus 1909, Certaldo, Castelfiorentino e Pontassieve retrocesse in Prima Divisione 1953-1954.